# A Girl's Folly
A Girl's Folly és una pel·lícula muda de la World Film Company dirigida per Maurice Tourneur i protagonitzada per June Elvidge, Doris Kenyon i Robert Warwick. Basada en un guió de Frances Marion i el propi Tourneur, la pel·lícula es va estrenar el 26 de febrer de 1917. És considerada el primer llargmetratge que centra bona part de les seves escenes en el que succeeix darrera la càmera en un estudi de filmació.

## Argument
Mary Baker, que viu al camp amb la seva mare vídua se sent insatisfeta amb el seu pretendent pagesot, Johnny Applebloom, i anhela anar a viure a la ciutat. Una companyia cinematogràfica arriba a on viu Mary per filmar un western. Ella arruïna una presa per la por que sent en veure els "indis" i a rel de l'incident coneix el protagonista, Kenneth Driscoll. Driscoll la convida a l'estudi i en veure-la tant atractiva intenta seduir-la proposant-li que es presenti per ser l'actriu que fa el paper d'ingènua. Ella no passa la prova de pantalla però no gosa tornar a casa després d'haver escrit dient que tot li està anant molt bé. Driscoll, que ha deixat la seva amant de molt temps, l'actriu Vivian Carleton, per anar amb una jove secundària de la companyia, s'ofereix per mantenir-la i posar-li un apartament. Ella accepta a contracor i Driscoll organitza una festa d'inauguració. Durant la festa, arriba la mare de Mary i troba aquesta molt alegre per culpa de l'alcohhol. La noia s'avergonyeix del que ha fet en veure la seva mare. Driscoll aconsegueix que la mare no sigui conscient de les seves intencions i suggereix que Mary torni a casa. Quan arriben a l'estació troben Johnny que les està esperant. Mentrestant Driscoll i Vivian es reconcilien.

## Repartiment
- Robert Warwick (Kenneth Driscoll)
- Doris Kenyon (Mary Baker)
- June Elvidge (Vivian Carleton)
- Jane Adair (Mrs Baker)
- Chester Barnett (Johnny Applebloom)
- Johnny Hines (Hank)
- Maurice Tourneur (director, no surt als crèdits)
- Josef von Sternberg (càmera, no surt als crèdits)
- Leatrice Joy (noia, no confirmada)
- Émile Chautard (no confirmat)